# Tectaria cuneifolia
Tectaria cuneifolia là một loài thực vật có mạch trong họ Dryopteridaceae. Loài này được (R. Bonaparte) Á. Löve & D. Löve miêu tả khoa học đầu tiên năm 1977.